# پال کلاوس
پال کلاوس (انگلیسی: Paul Schulze؛ زادهٔ ۱۲ ژوئن ۱۹۶۲) هنرپیشه اهل ایالات متحده آمریکا است. وی از سال ۱۹۸۹ میلادی تاکنون مشغول فعالیت بوده‌است.
از فیلم‌هایی که وی در آن نقش داشته‌است، می‌توان به جان رمبو، غرق‌شدن مونا و شما اینجایید اشاره کرد.